# ボトムズファインダー
『ボトムズファインダー』（VOTOMS FINDER ARMORED TROOPEROID）は、テレビアニメ『装甲騎兵ボトムズ』シリーズのスピンオフ作品である日本のアニメーション作品。

## 概要
ボトムズ新生として3作製作された作品のひとつで、新生代ボトムズとして『装甲騎兵ボトムズ』とは異なるオリジナル世界を舞台としている。製作は『FREEDOM』を手掛けたサンライズ荻窪スタジオが製作。メカも従来のアーマードトルーパーとは異なるアルトロ（At）というロボットが登場し、アクションを重視したギミックなど凝ったものになっている。
2010年11月6日に「ボトムズフェスティバル」第2弾として全国3劇場で先行イベント上映されている。DVD&Blu-rayの発売は当初は2011年3月25日を予定していたが、東日本大震災の影響で4月7日に延期されている。

## ストーリー
崖の底のボトムズの地で、崖の上にあるというトプに憧れいつも空を見上げている青年、アキ・テスノ。ある日、トプから来たという人物から誘拐された少女を助けてほしいという依頼を引き受ける。しかし依頼者であるレッシングこそが、その少女を誘拐しようとしていたことを少女を守っていた男・ディアハルトから聞かされたアキは、彼女を助けるためにディアハルトと共に崖の上へ向かうことを決意する。

## 主な登場人物
アキ・テスノ
声 - 石田彰
At発掘業者の用心棒を仕事とするボトムズの地に住む青年。Atの操縦技術に優れ、そのテクニックから「タンブラー（曲芸師）」の異名を取る。崖の上のトプに憧れ、いつも空を見上げている。少女が誘拐されたと「島」と呼ばれる場所への道案内をするも裏切られ、目の前で連れ去られたため、ディアハルトと共に奪還に向かう。
ディアハルト・グリューニリッヒ
声 - 森川智之
統治議会議員スウィニー卿の秘書。軍隊時代は若手のホープと呼ばれていたほど操縦技術は高い。令嬢の誘拐を阻止するためボトムズの地に逃げ込むも奪われてしまい、アキと共に奪還に向かう。アキに対してはボトムズへの偏見もあり最初は信用していなかったものの、次第に仲間意識が芽生える。
エイビィ・モス
声 - 広橋涼
アキの相棒で幼馴染。Atの操縦のみならず、整備や修理も手がける。アキを気にかけ、崖に登った彼らを追いかける。
ジョゼ・レッシング
声 - 田中秀幸
上級統治議会議員ヴィズ・ビルド卿第一秘書であり、ディアハルトの軍隊時代の上官。一見紳士的だが狡猾な男。ボトムズの地に逃げ込んだ、仇敵の議員の令嬢を誘拐するためアキを利用する。
サンドリヨン・スウィニー
声 - 折笠富美子
統治議会議員スウィニー卿の娘。レッシングに誘拐されそうになり、一旦はボトムズの地に逃げ込むも、アキに道案内されたレッシングの手のものによって誘拐されてしまう。特殊な発信機を持っているようで、ディアハルト機に付けられた装置により居場所が特定できる。
アキはレッシングに見せられた立体写真から「サンドリヨン（シンデレラのフランス語読み）」という名前を勝手に妄想していたが、偶然本名も同じであった。
メルインガル・サライヴァ
声 - 勝生真沙子
ボトムズの地でAtの修理業をしている女性。アキやエイビィとも親しい。
ロディ・ダバルト
声 - 広瀬正志
ボトムズの地で古Atの発掘業をしている。何十年も前にトプに行ったことがあると話す。アキからは「ダバルト爺さん」と呼ばれ、よく昔話をせがまれている。

## 主な登場At
マティオンタイプ
アキやエイビィのAt（アキの機体はaII型、エイビィの機体はdIII型）。ボトムズで発掘された古アルトロを修理した機体。各部に圧縮ガスカートリッジドラム（装弾数16発）を装着しており、それを使い腕部ワイヤーアームや脚部レッグアンカーを駆使する。ローラーダッシュや転倒時に機体を保護するエアバッグも装備されている。装備する銃はガスカートリッジドラムと鉄パイプを組み合わせたもので、ガスカートリッジそのものを弾頭として発射し目標に命中させる。発射はもう一つのガスカートリッジの爆発力で行うので1発撃つのにカートリッジは2発使用する（16発入りのマガジンで銃を8回発砲可能な計算になる）。戦闘用ではなく、あくまでシロアリを撃退するための装備である。
クニグフト
トプの戦闘用At。ボトムズのAtより高度な技術で作られている。機体フレームはカード状マテリアル（金属片）で構成され、これをさまざまな形状に組み変えることが可能である。足裏のマテリアルを無限軌道（キャタピラ）状に変形させてローラーダッシュをしたり、マニピュレーター（手）をドリル型に変形・回転させたり、ワイヤー状に変形させて敵機を捕縛したりする。ワイヤーは肩部チェーンミサイルの射出・コントロールにも使用される。サーフボード型のライフルを手持ちの主武装とする。レッシングの部下達が使用した機体（機体色はライトグリーン）が本編で最も標準的な機体である。
ビルアーク クニグフト
クニグフトをカスタマイズした機体でディアハルトの専用機。機体色は黒。特定人物（サンドリヨン）を追尾・探索するための装備「ファインダー」を装備している。劇中ではメルインガルによって修理された際、ファインダーは技術的問題からやむなくアキのマティオンタイプに移植された。
クニグフト レッシング機
機体色は黄色で、頭部センサー形状が一般機と異なる。肩に大型ミサイルを左右に1基ずつ装備する（一般機は小型ミサイルを3基）。
クニグフト 警察仕様
パトロールカーのような青と白の機体色。捕獲に集中した仕様で、両肩のチェーン及びマテリアルを電磁ワイヤー変形させて捕獲対象Atに向けて射出し行動不能にする。中には、ライフルの先にマテリアルを出し、刺又のようにして敵を捕縛する機体もいた。
ローパー
円形の無人機。対象を追尾し絡めとるチェーンミサイルを内蔵する。

## 用語
At（アルトロ）
この世界で使われているロボットの総称で、正式名称は「アルモレド・トロオペロイド」（Armored Trooperoid）。ボトムズの地で数多く古アルトロが発掘されている。
ボトムズ
深い崖の底にある世界、およびそこの住む人々の蔑称。周りを切り立った崖に囲まれており、崖を登るのは非常に困難で死者も出ていることから、登ろうとする人間はほとんどいない。
トプ
ボトムズの崖の上にある世界。ボトムズの地よりも科学技術が発達しており、ボトムズの地にはない飛行技術も持つ。
シロアリ
ボトムズの地に現れる巨大な怪物。好物であるのか、Atを狙い食べる。崖の中に住み岩盤に坑道のような道を作っている。

## スタッフ
- 原作 - 矢立肇、高橋良輔
- 脚本 - 関島眞頼
- 演出 - 遠藤広隆
- キャラクターデザイン・作画監督 - 羽山淳一
- エフェクト作画監督 - 堀内博之
- CGI監督 - 若間真
- CGIスーパーバイザー - 森田修平
- 美術監督 - 谷口淳一
- 色彩設計 - 中内照美
- 撮影監督 - 刀根有史
- メカニックデザイン - 重田敦司、福地仁、大河原邦男
- セットデザイン - 小林徳光
- デザインワークス - 大河広行、桟敷大祐
- モンスターデザイン - 安藤賢司
- 作曲・音楽 - 岩本渡
- 音響監督 - 鶴岡陽太
- サウンドデザイン - 笠松広司
- 製作 - サンライズ
- 監督・絵コンテ - 重田敦司

## 主題歌
エンディングテーマ「Love chase 〜夢を越えて〜」
作詞 - JIN / 作曲・編曲 - nishi-ken / 歌 - 宇都宮隆